# Arión (mitología)

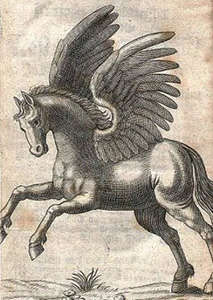
Arión.

En la mitología griega Arión (Ἀρείων / Areíōn: «mejor», «más fuerte», «más valeroso») era un fabuloso caballo de crines negras que podía correr tan rápido que podía ir sobre el agua y tenía estirpe divina. Arión y su hermana Despena había nacido de Poseidón y Deméter, pero otros dicen que Arión nació de Gea. Quinto cree que nació de los amores del viento Céfiro y de una harpía innominada.
Onco es hijo de Apolo, según la fama, y en la región de Telpusa reinó en el lugar de Onceo, y la diosa tuvo el sobrenombre de Erinis. Dicen que a Deméter, cuando andaba errante en busca de su hija, la siguió Poseidón, que deseaba unirse a ella, y ella, transformándose en una yegua, pastaba con las de Oncio, pero Poseidón comprendió que había sido engañado y se unió con Deméter tomando forma de caballo. De momento, Deméter se encolerizó por lo sucedido, pero algún tiempo después dicen que depuso su cólera y quiso bañarse en el Ladón. Por esto la diosa tiene sus sobrenombres: «Erinis» por causa de la cólera, porque los arcadios al tener cólera lo llaman “erinýein”, y Lusia por bañarse en el Ladón. Dicen que Deméter tuvo de Posidón una hija, cuyo nombre no acostumbran a decir a los no iniciados, y el caballo Arión. Por esto dicen que fueron los primeros arcadios que llamaron Hipio a Posidón.
«En la Ilíada se refiere al propio Arión: Ni aunque guíe por detrás al divino Arión, el veloz caballo de Adrasto, que era de la raza de los dioses. Y en la Tebaida, cuando Adrasto huyó de Tebas: Llevando funestos vestidos con Arión el de la cabellera azul».
Pretenden, en efecto, que los versos aluden a que Poseidón es padre de Arión. Pero Antímaco dice que es hijo de Gea:
«Adrasto, hijo de Tálao Creteíada, el primero de los dánaos que condujo a sus loables caballos, Cero el veloz y Arión de Telpusa, al que cerca del bosque sagrado de Apolo Onceo la propia Gea dio a luz, objeto de veneración para los mortales».
Incluso si nació de la tierra, pudo ser el caballo de origen divino y azulado el color de sus cabellos. Se dice también que Heracles luchando con los eleos le pidió a Onco su caballo y se apoderó de Elis yendo sobre Arión a las batallas, pero que después se lo dio a Adrasto. Por esto escribió Antímaco respecto a Arión: «Adrasto fue el tercer señor que lo domó». Adrasto fue el único superviviente de los paladines ofensores durante la expendición de los siete contra Tebas que se salvó porque huyó a lomos de Arión.
Copreo, rey de Haliarto, también se cuenta como uno de los dueños del caballo.